# Hans Maler

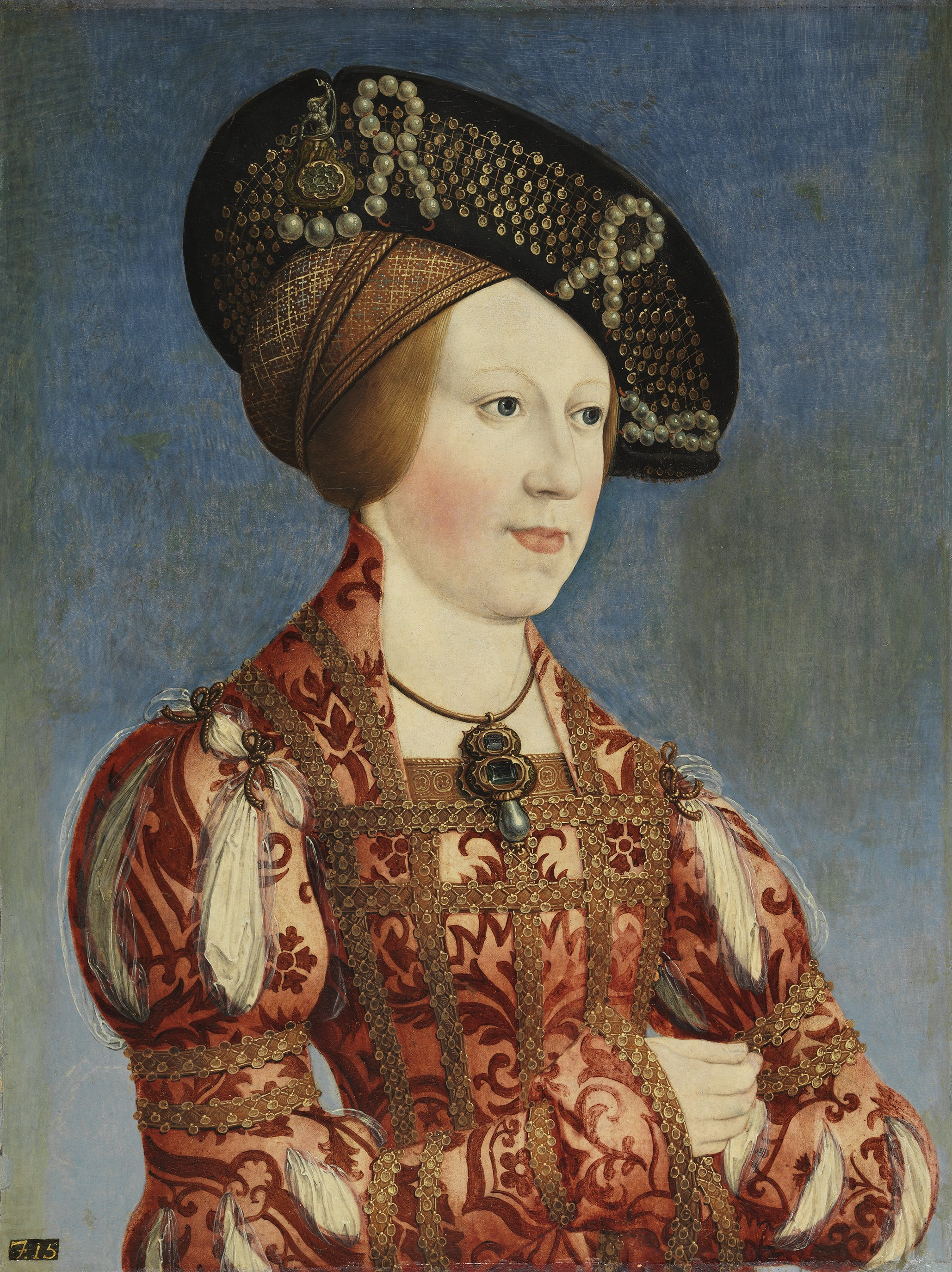
La reina Ana de Hungría y Bohemia, 1519, óleo sobre tabla, 44 x 33,3cm, Madrid, Museo Thyssen-Bornemisza.

Hans Maler, llamado Hans Maler zu Schwaz (c., 1480/1488 – 1526/1529) fue un pintor alemán especializado en retratos.
Escasamente documentado, Maler nació en Ulm y falleció probablemente en Schwaz, en el Tirol austriaco, donde se le documenta hacia 1515 al servicio de los Fugger. Un retrato de Antón Fugger conservado en el castillo de Děčín, República Checa, fechado en 1524 y firmado en el reverso con la inscripción: HANS MALER VON ULM MALER ZVO SCHWAZ fue, de hecho, la primera obra que se le pudo asignar ya en el siglo XX, punto de partida para todas las restantes atribuciones. La influencia de Bartholomäus Zeitblom, el más destacado de los pintores de la llamada escuela de Ulm, ha hecho suponer que se formase en su taller, aunque también se han advertido influencias de Alberto Durero y de Bernhard Strigel, quien podría haberle llamado a trabajar para la corte de Innsbruck. Aquí retrató en más de una ocasión al archiduque Fernando I de Habsburgo y a su esposa, Ana de Hungría y Bohemia. Ellos y otros destacados miembros de la corte y la sociedad tirolesa fueron sus principales clientes y protagonistas de sus retratos, entre los que cabe destacar el de Sebastián Andorfer (1517), conservado en el Metropolitan Museum de Nueva York, o el de Matthâus Schwarz, contable al servicio de los Fugger, cuyo retrato, tañendo una mandolina, es la última obra conocida del pintor, fechada en 1526 y conservada en el Museo del Louvre.